# Coração Negro
Coração Negro (ou Blackheart em inglês) é um personagem fictício da Marvel Comics. Ele não possui batimentos cardíacos e é muito poderoso. Seu primeiro inimigo foi o Demolidor, mas atualmente é o Motoqueiro Fantasma. 
Coração Negro explorou a natureza do mal sob a tutela de seu pai e confrontou os hérois Demolidor e Homem-Aranha.

## Poderes e Habilidades
Blackheart S.Blackwist é um poderoso demônio da mais alta ordem, criado por Mephisto, provavelmente a partir da essência de 'Darkforce'.
Ele possui vastos poderes naturais inerentes, incluindo super força, velocidade e resistência, que são de natureza mágica. Ele é totalmente invulnerável a qualquer coisa, exceto as forças mais poderosas do Universo. Ele também possui poderes telecinéticos e telepáticos, é tem poder de Manipular a realidade em escala universal, se teleportar por entre as dimensões, alterar o seu tamanho e forma física, entrar e sair de diferentes planos de existência e dimensões à sua própria vontade, curar-se a nível submolecular, e tem a capacidade de gerar diversas formas de energia para efeitos destrutivos, como as poderosas explosões de energia negra.
Ele também possui inteligência muito elevada que faz dele quase onisciente. Ao contrário do pai, ele pode capturar uma alma contra a vontade da pessoa que está sendo roubada (Mephisto não pode fazer isso devido ao fato de Deus ter "selado" parte de seus poderes). Blackheart demonstrou a capacidade de controlar milhões de mentes de uma vez, enquanto estava no inferno, bem como é capaz de invocar exércitos das trevas. Ele também mostrou a sua competência por telecinese rasgando totalmente um planeta usando apenas sua força de vontade. Blackheart também é capaz de controlar Energia de Darkforce sem quaisquer limites. Ele pode se teletransportar e também a outros para a Dimensão de Darkforce onde ele é literalmente onipotente e onisciente ou seja tem total controle sob a dimensão podendo prender qualquer coisa naquele local sendo que lá ele tem a força de um deus sendo que um pensamento dele pode acabar com qualquer coisa. 
- Manipulação da realidade= Em escala universal
- Força sobre-humana= Ele possui uma força tão vasta cujos limites são desconhecidas.A força do coração negro e tão vasta que ele consegue destruir um sistema solar inteiro com seus golpes.Ele já foi capaz de derrotar o motoqueiro fantasma com sua força bruta.
- Velocidade sobre-humana= Apesar dele não usar esta habilidade ele pode se mover a velocidades maiores que a velocidade da luz.
- Vigor sobre-humano= A musculatura de coração negro não produz nenhuma toxina de fadiga durante atividades físicas.resultado ele tem resistência quase super-humana.
- Invulnerabilidade=Antes da sua força bruta descomonal e possui uma super resistência a danos físicos altos.
- Imortalidade= O Contrário de imortais que morrem é ressuscitam o coração negro é imortal mesmo ele não possui alma por isso ele não pode morrer.
- Imunidade psíquica= E a capacidade do coração negro ser invuneravel a qualquer manifestação psíquica.
- Manipulação Mental= E a capacidade do coração negro de manipular os funções cerebrais.
- Telepatia= O coração negro pode ler os pensamentos de outros.
- Telecinese= O coração negro pode mover os objetos com o poder da mente.
- Umbracinese= O coração negro pode manipular mentalmente as sombras.
- Fator de cura acelerado=Além do coração negro ser imortal tem a capacidade de se regenerar a velocidades extremamente rapidas a danificações do tecido.
- Invocação de demônios= O coração negro pode invocar demônios sobrenaturais a sua vontade.
- Manipulação de almas= O coração negro pode invocar fantasma absorver almas é destruir almas.
- Manipulação de magias= O coração negro pode dominar todos os elementos mágicos.
- Seus poderes são enormes, fazendo dele uma das mais poderosas entidades demoníacas no Universo Marvel.

## Na mídia

### Filmes
Ele aparece no filme Motoqueiro Fantasma de 2007, sendo interpretado por Wes Bentley. Neste filme, ele tem uma aparência mais humana, sem traços que lembrem sua forma demoníaca dos quadrinhos, Blackheart tem a capacidade de desobedecer seu "pai" Mefisto sem ser afetado por este, tem atributos físicos super-humanos, pode matar seres vivos só por tocar neles, conjura espíritos malignos pros seus propósitos, pode entrar em lugares protegidos por Deus sem qualquer problema aparente, e já que ele não tem alma, o "olhar de Penitencia" não tem qualquer efeito sobre ele (no final do filme Blackheart engole seis mil almas amaldiçoadas se tornando Legião, mas isso permite que o Motoqueiro Fantasma use o olhar de penitência nas 6000 almas, "matando" Blackheart.

### Videogames
No jogo de Super Nintendo Marvel Super Heroes: War of the Gems, aparece como chefe na fase chamada Asteroid Belt
Blackheart aparece no jogo Marvel: Ultimate Alliance, como um subchefe da missão que ocorre no reino de Mefisto.
Coração Negro participa também de jogos crossover da Marvel e Capcom, sendo eles:
- Marvel Super Heroes
- Marvel Super Heroes vs. Street Fighter
- Marvel vs. Capcom 2: New Age of Heroes

Recentemente foi adicionado no jogo Marvel: Avengers Alliance como vilão de uma "Special Operation".
Também em Ghost Rider, sendo o chefe.